# Ball de bot

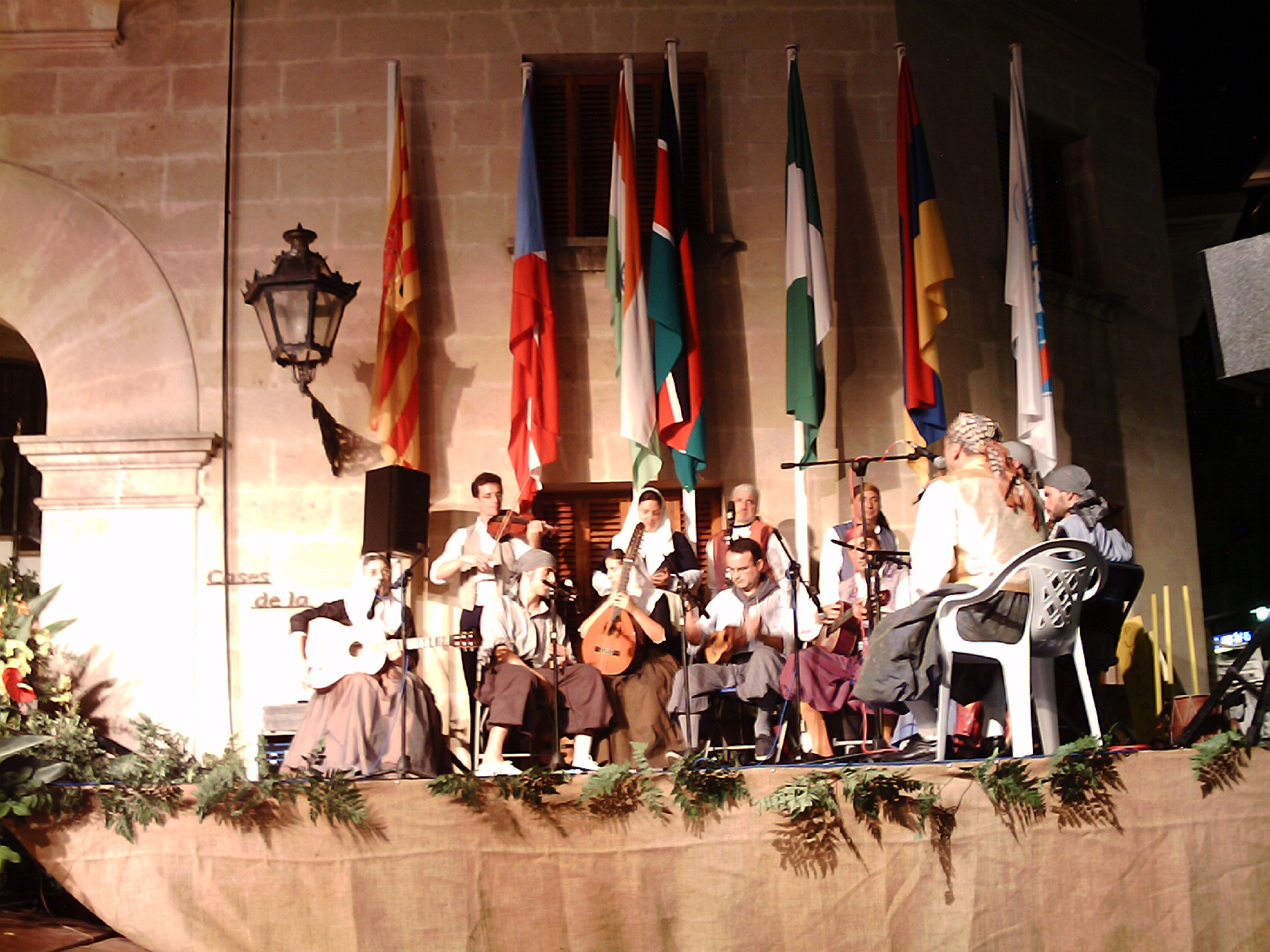
Músicos de una muestra de ball de bot, con sus vestidos tradicionales.

El ball de bot (baile de salto o baile de bote, en español) es el conjunto de bailes tradicionales de las islas de Mallorca y Menorca, en España. El ball de bot también se puede llamar baile tradicional, baile popular, baile de plaza, etc, aunque es más habitual (y vulgar) refiriéndose a él mediante el nombre de uno de los bailes que lo componen.

## Composición
El Parado de Valdemosa es la segunda danza más antigua que se ha conservado, viene de la Blande, ya se bailaban a la corte de Pedro el Ceremonioso alrededor del 1350. Brazos y piernas se abren y cierran es decir blanden, mientras se hacen tres pasos simples laterales alternativamente hacia un lado y el otro. Las mismas del centro de la isla provienen de la Courante, danza cortessana de principios del siglo XVI. Con unos movimientos laterales muy largos que hacen que la pareja se acerque y se decante mucho una de la otra. Consta de: Paso simple+paso simple+paso doble. Las mismas de levante de la isla tienen la estructura de los minué, encima el dibujo de una Z imaginaria dibujada en tierra, se desplazan. Haciendo: Paso simple+paso doble, por lo tanto las tiradas son más cortas. El baile más antiguo de Mallorca es el de teringues o filas, los participantes se dan la mano y delante iba un guía que los dirigía. Es un baile muy fácil que todo el mundo puede participar, una manera divertida de cerrar el baile. Es hermana de la Balanguera que también hacen un círculo dado-se las manos, mientras se mueven hacia un lado y el otro.
- El bolero es de ritmo bastante lento, y se caracteriza musicalmente porque el tercer compás se subdivide en dos. Antiguamente tenían todos la misma extensión, pero esto hoy en día ya no sucede a causa de la evolución de los puntos de baile, posiblemente. Una característica que sí que ha perdurado al bolero son vueltas marcadas por la música.

- La jota es mucho más rápida. Originariamente, la canción se dividía en dos fragmentos: un instrumental y un cantado, a pesar de que en las jotas compuestas hoy en día, la división no tiene por qué ser así, puesto que basta con ser fiel al ritmo y mantener la diferenciación entre los diferentes fragmentos para dar juego a cambios de punto durante el baile. Un caso concreto de jota es la bullanguera.

- El fandango es bailado de forma muy diferenciada entre Mallorca y Menorca. En Mallorca se han conservado muy pocos de tradicionales, de hecho se había perdido mucho el baile aunque hoy en día se ha ido recuperando.

- La mateixa y el copeo: es un baile a base de pasas laterales muy rápidas y bailado sobre todo al Levante de Mallorca. A la parte de Selva se bailan unas mismas largas con movimientos latera más pausadas.

## El Ball de bot hoy en día (en Palma)
La escuela de danza de Palma ha introducido unos puntos de bolero y jota sin tener en cuenta los que ya había. Aun así, en cuanto a las bailadas populares, parece que por esta escuela es la improvisación de siempre los mismos puntos. Hay que advertir que antes casi siempre se bailaba en pareja y que los círculos de gente son muy recientes para facilitar el aprendizaje. El maestro de baile Jaume Company le pidió a Bartomeu Ensenyat de donde había sacado aquellos boleros, porque eran diferentes a los mallorquines. Ensenyat le dijo que de un libro que tenía. En lo referente a los corros, es verdad que facilitan la participación, puesto que no tienen que menester pareja para meterse, y también que tiene un aire como para el aprendizaje, sobre todo para que los jóvenes lo puedan seguir. Pero las danzas con pareja son mucho más tradicionales y cómodas para bailar. Respecto a los movimientos de los corros y filas hay de mejor adaptadas.